# Un august în flăcări
Un august în flăcări este un serial de televiziune românesc alb-negru din 1974 regizat de Dan Pița, Alexandru Tatos, Radu Gabrea și Doru Năstase după un scenariu de  Eugen Barbu și Nicolae Mihail. Are 13 episoade. În rolurile principale joacă actorii Florin Piersic, Liviu Ciulei, Sergiu Nicolaescu, Amza Pellea și Toma Caragiu.

## Prezentare
Acțiune cu tentă politică și polițistă  are loc în contextul evenimentelor din august 1944.

## Distribuție
- Sergiu Nicolaescu
- Florin Piersic ca Virgil Danacu / Armand Sachelarie
- Amza Pellea
- Violeta Andrei ca Speranța Robescu
- Mircea Diaconu
- Toma Caragiu ca Șeful Siguranței, Grigore Mizdrache
- Ioana Bulcă
- Valeria Seciu
- George Constantin
- Marga Barbu ca Gerda Hoffman
- Mariella Petrescu
- Ernest Maftei
- Emilia Dobrin
- Liviu Ciulei ca subsecretarul de stat la Ministerul de Interne, Ionescu Tismana
- Octavian Cotescu
- Ștefan Mihăilescu-Brăila ca inspectorul Ciripoi
- Ovidiu Iuliu Moldovan ca eminența cenușie a Siguranței
- George Motoi
- Vasilica Tastaman ca Claudia
- Cornel Coman ca Dumitru Tronaru
- Adela Mărculescu
- Aimee Iacobescu
- Cornel Patrichi
- Ileana Stana Ionescu
- Carmen Maria Strujac
- Zephi Alșec
- Fory Etterle
- Elena Caragiu
- Geo Barton
- Ovidiu Schumacher
- Szabolcs Cseh
- Emmerich Schäffer
- Mircea Andreescu
- Nicolae Secăreanu	 ca profesorul Vrăbiescu
- Peter Paulhoffer
- Aristide Teică ca agent al Sigurantei
- Mircea Bașta
- Zizi Șerban
- Valeria Ogășanu
- Valeria Gagialov
- Cornel Revent
- Christian Maurer ca maior nazist
- Hans Pomarius
- Kurt Conrad

## Episoade
Are 13 episoade de aprox. 50 de minute fiecare (650 min. total).
| Nr. | Episod                | Premiera | Regizor | Note |
| --- | --------------------- | -------- | ------- | ---- |
| 1   | Calul troian          | 1973     |         |      |
| 2   | Moartea unui diplomat | 1973     |         |      |
| 3   | Poligonul morții      | 1973     |         |      |
| 4   | Camera cu păpuși      | 1973     |         |      |
| 5   | Orient Express        | 1973     |         |      |
| 6   | Galeria părăsită      | 1973     |         |      |
| 7   | Vânătoarea            | 1973     |         |      |
| 8   | Arhive secrete        | 1973     |         |      |
| 9   | Disperații            | 1973     |         |      |
| 10  | Dimineața             | 1973     |         |      |
| 11  | Orașul în primejdie   | 1973     |         |      |
| 12  | Fuga                  | 1973     |         |      |
| 13  | Răfuiala              | 1973     |         |      |

## Vezi și
- Lovitura de stat de la 23 august 1944
- Listă de filme românești despre cel de-al Doilea Război Mondial